# Hyposoter planatus
Hyposoter planatus är en stekelart som först beskrevs av Henry Lorenz Viereck 1925.  Hyposoter planatus ingår i släktet Hyposoter och familjen brokparasitsteklar. Inga underarter finns listade i Catalogue of Life.